# Ambassade de Guinée en Côte d'Ivoire
L'ambassade de Guinée en Côte d'Ivoire est la principale représentation diplomatique de la république de Guinée en Côte d'Ivoire.

## Histoire

### Liste des ambassadeurs
| N° | Nom et prénoms               | titre de fonction   | Début          | Fin            |
| -- | ---------------------------- | ------------------- | -------------- | -------------- |
| 01 | Olga Syradin                 | ambassadeur         |                |                |
| 02 | Abdourahamane Sinkoun Camara | ambassadeur         | janvier 2020   | 4 février 2022 |
| 03 | Alsény Moba Sylla            | Chargé des affaires | 9 février 2022 |                |